# High School Musical : La Comédie musicale, la série
Production
Diffusion
High School Musical : La Comédie musicale, la série (High School Musical: The Musical: The Series) est une série télévisée américaine créée par Tim Federle et diffusée depuis le 12 novembre 2019 sur le service Disney+.
Lancée en avant-première le 8 novembre 2019 sur trois chaînes du groupe Disney, il s'agit d'une adaptation télévisée de la franchise High School Musical. Sous forme de documentaire parodique, la série suit le quotidien des élèves du lycée d'East High, où la trilogie originale a été tournée. Chaque saison suit les élèves qui mettent en scène une adaptation théâtrale scolaire d'une comédie musicale célèbre.
La série est diffusée mondialement sur Disney+ : Au Québec, depuis le 12 novembre 2019 ; en Suisse, depuis le 24 mars 2020 ; en France depuis le 7 avril 2020 ; et en Belgique depuis le 15 septembre 2020.

## Synopsis
Dans la ville de Salt Lake City dans l'Utah, se trouve le lycée East High, célèbre pour avoir accueilli le tournage des trois volets de la franchise High School Musical.
La nouvelle professeure d'art dramatique du lycée, Mlle Jenn, était élève à l'époque du tournage du premier film et faisait partie des danseurs. Pour célébrer le lien entre la franchise et le lycée, elle décide d'adapter le premier volet pour sa première production d'hiver.
Sous forme de documentaire parodique, la première saison de la série suit le parcours des élèves qui vont participer à cette production. Les saisons suivantes suivent toujours Mlle Jenn et ses élèves mais dans d'autres projets, toujours inspirés par des comédies musicales célèbres.

## Distribution

### Acteurs principaux
- Joshua Bassett (VF : Tom Trouffier) : Richard « Ricky » Bowen
- Sofia Wylie (VF : Leslie Lipkins) : Gina Porter
- Julia Lester (en) (VF : Fily Keita) : Ashlyn Caswell
- Dara Reneé (en) (VF : Déborah Claude) : Kourtney Greene
- Frankie A. Rodriguez (VF : Oscar Douieb) : Carlos Rodriguez
- Matt Cornett (VF : Tommy Lefort) (1re voix, saison 1) puis Maxime Hoareau (2e voix, depuis la saison 2) : E. J. Caswell (saisons 1 à 3, récurrent saison 4)
- Larry Saperstein (en) (VF : Gwenaël Sommier) : « Big Red » Redonovich III (saisons 1 et 2, invité saison 3, récurrent saison 4)
- Kate Reinders (en) (VF : Sybille Tureau) : Miss Jenn (saisons 1 à 2 et 4, invitée saison 3)
- Mark St. Cyr (VF : Jean-Baptiste Anoumon) : Benjamin Mazzara (saisons 1 et 2, récurrent saison 4)
- Olivia Rodrigo (VF : Zina Khakhoulia) : Nina « Nini » Salazar-Roberts (saisons 1 et 2, récurrente saison 3)
- Joe Serafini (VF : Cédric Lemaire) : Seb Matthew-Smith (saison 2, récurrent saisons 1 et 4, invité saison 3)
- Saylor Bell Curda (VF : Lisa Caruso) : Maddox (saison 3, récurrente saison 4)
- Adrian Lyles (VF : Andrea Santamaria) : Jet (saison 3, récurrent saison 4)
- Liamani Segura (en) (VF : Maryne Bertieaux) : Emmy (saison 4, récurrente saison 3)

### Acteurs récurrents
- Alexis Nelis (VF : Elsa Bougerie) : Natalie Bagley (saisons 1 et 2, invitée saison 4)
- Nicole Sullivan (VF : Julie Léger) (1re voix, saison 1) puis Charlotte Daniel (2e voix, saison 3) : Carol Salazar-Roberts (saison 1, invitée saison 3)
- Michelle Noh (VF : Dolly Vanden) (1re voix, saison 1) puis Adeline Chetail (2e voix, saison 3) : Dana Salazar-Roberts (saison 1, invitée saison 3)
- Jeanne Sakata (en) (VF : Cathy Cerda) : Malou Salazar (saison 1)
- Alex Quijano (VF : Tanguy Goasdoué) : Mike Bowen (saisons 1 à 2 et 4)
- Valente Rodriguez (en) (VF : Guillaume Bourboulon) : Principal Gutierrez (saisons 1 et 4)
- Beth Lacke (VF : Virginie Ledieu) : Lynne Bowen (saison 1, invitée saison 2 et 4)
- Napiera Groves Boykin (VF : Virginie Emane) : Terri Porter (saison 4, invitée saison 1)
- Derek Hough (VF : Thibaut Lacour) : Zack Roy (saison 2)
- Olivia Rose Keegan (VF : Claire Baradat) : Lily (saison 2, invitée saison 3)
- Roman Banks (VF : Yves Letzelter) : Howie (saison 2)
- Andrew Barth Feldman (VF : Clément Moreau) : Antoine (saison 2, invité saison 4)
- Kimberly Brooks (VF : Annie Milon) : Michelle Greene (saisons 2 à 4)
- Jason Earles (VF : Laurent Maurel) : Dewey Wood (saison 3, invité saison 4)
- Ben Stillwell (VF : Jérémy Bardeau) : Channing (saison 3)
- Meg Donnelly (VF : Léopoldine Serre) : Val (saison 3)
- Aria Brooks (VF : Aurélie Konaté) : Alex (saison 3)
- Matthew Sato (VF : Gabriel Bismuth-Bienaimé) : Mack (saison 4)
- Kylie Cantrall (VF : Ludivine Maffren) : Dani (saison 4)
- Caitlin Reilly (VF : Victoria Grosbois) : Quinn (saison 4)

### Invités de la franchise
- Kaycee Stroh (VF : Charlotte Daniel) : elle-même (Martha Cox dans la trilogie originale - saison 1, épisode 6 et saison 4)
- Lucas Grabeel (VF : Donald Reignoux ; VQ : Adrien Bletton) : lui-même (Ryan Evans dans la trilogie originale et le spin-off - saison 1, épisode 8 et saison 4)
- Corbin Bleu (VF : Jim Redler) : lui-même (Chad Danforth dans la trilogie originale - saison 3, épisodes 1, 4, 6 et 8 et saison 4)
- Monique Coleman (VF : Sauvane Delanoe ; VQ : Pascale Montreuil) : elle-même (Taylor McKessie dans la trilogie originale - saison 4)
- Bart Johnson (VF : Vincent Bonnasseau) : lui-même (Coach Jack Bolton dans la trilogie originale - saison 4)
- Alyson Reed : elle-même (Mme Darbus dans la trilogie originale - saison 4)

Source doublage : Version française (VF) sur Doublage Séries Database

## Production

### Développement
En novembre 2017, Disney annonce le développement d'une série basée sur la franchise High School Musical à destination de son service de streaming Disney+, à l'époque encore sans nom. Pour développer le projet, la société approche Tim Federle qui leur propose l'idée d'en faire un documentaire parodique.
En septembre 2018, la société annonce la commande d'une première saison composée de dix épisodes. Oliver Goldstick rejoint alors la série en tant que show runner. Néanmoins, il quitte le programme en mai 2019 en raison de différents artistiques.
En octobre 2019, avant même le lancement du service, Disney+ annonce le renouvellement de la série pour une seconde saison et Tim Federle dévoile qu'elle ne tournera pas autour d'une production théâtrale du deuxième volet. Le groupe Disney annonce également que le premier épisode de la série sera diffusé en simultané à la télévision sur Disney Channel, Freeform et le réseau ABC en avant-première le 8 novembre 2019.
En février 2020, la distribution de la série dévoile dans une vidéo que la saison deux suivra la production d'une adaptation de la comédie musicale de Broadway, La Belle et la Bête, elle-même basée sur le film d'animation de Disney. Cette seconde saison sera composée de douze épisodes.
Le 13 septembre 2021, quelques semaines après la fin de la diffusion de la deuxième saison, Disney+ confirme le renouvellement de la série pour une troisième saison.

### Distribution des rôles
Tim Federle trouvait importance de prendre des acteurs vraiment adolescents pour interpréter les personnages principaux afin de préserver l'authenticité de la série. En octobre 2018, Joshua Bassett devient le premier acteur à rejoindre la série. Le reste de la distribution est dévoilé en février 2019.
Le créateur a également annoncé la présence d'acteurs des films originaux. Dans la première saison : les acteurs Lucas Grabeel, alias Ryan Evans, et Kaycee Stroh, alias Martha Cox, seront les premiers à apparaitre dans la série.
En décembre 2019, il a été révélé que Joe Serafini, qui joue Seb Matthew-Smith, sera promu en tant que personnage principal pour la deuxième saison.

### Tournage
Le tournage de la série se déroule à Salt Lake City dans l'Utah. Le lycée de la série est celui d'East High, où la trilogie originale a également été tournée.

### Inspirations et thèmes
En utilisant le format du documentaire parodique, la série prend pour inspiration plusieurs fictions ayant également utilisé ce format comme Waiting for Guffman, The Office ou Modern Family.
Parmi les thématiques abordées dans la série, la représentation LGBT est un élément important avec la présence de deux personnages gay : Carlos et Seb, une première dans la franchise High School Musical. C'est la deuxième fois que Disney présente un couple homosexuel dans une série à destination d'un public jeune, après Cyrus et T.J dans Andi. La série explore également la question du genre avec un personnage masculin reprenant le rôle de Sharpay Evans, ainsi que l'homoparentalité avec les parents de Nini, deux mères.

### Musiques
En plus des chansons issues des comédies musicales que les personnages adaptent, la série contient également des chansons originales. Les chansons sont interprétées en live par les acteurs de la série, certains accompagnés par leurs propres instruments. Steve Vincent, qui a travaillé sur les films originaux, a supervisé la bande originale de la série et recherché plusieurs compositeurs afin d'écrire les nouvelles musiques.

## Épisodes
| Saisons | Saisons  | Nombre d'épisodes | Diffusion originale | Diffusion originale |
| Saisons | Saisons  | Nombre d'épisodes | Début de saison     | Fin de saison       |
| ------- | -------- | ----------------- | ------------------- | ------------------- |
|         | 1        | 10                | 8 novembre 2019     | 10 janvier 2020     |
|         | Spéciaux | 2                 | 14 décembre 2019    | 11 décembre 2020    |
|         | 2        | 12                | 14 mai 2021         | 30 juillet 2021     |
|         | 3        | 8                 | 27 juillet 2022     | 14 septembre 2022   |
|         | 4        | 8                 | 9 août 2023         | 9 août 2023         |

### Première saison (2019-2020)
Composée de dix épisodes, le premier épisode a été diffusé en avant-première le 8 novembre 2019 sur Disney Channel, ABC et Freeform puis la saison a été diffusée entre le 12 novembre 2019 et le 10 janvier 2020 sur Disney+. Un documentaire hors-série a également été diffusé le 14 décembre 2019.
Cette première saison suit la production d'une adaptation théâtrale scolaire du téléfilm High School Musical : Premiers pas sur scène.

#### 1. Les Auditions(The Auditions)
Miss Jenn regarde "We're All In This Together" dans sa voiture avant de se faire frôler par Ricky et Big Red. Ricky Bowen, élève de première, rentre des vacances d'été pour entamer une nouvelle année au lycée d'East High à Salt Lake City. Mais c'est sans compté lorsqu'il apprend que sa supposée petite-amie, Nini Salazar-Roberts, sort maintenant avec E.J Casewell, un terminal, qu'elle a rencontré au camp de théâtre pendant l'été. Lors de sa première journée en tant que nouvelle professeure d'art dramatique au lycée, Miss Jenn annonce que le club de théâtre mettra en scène High School Musical : La comédie musicale, accompagnée de Carlos, un élève de seconde, assistant et chorégraphe pour la représentation. Mr Mazzara, le professeur de sciences appliquées, averti Miss Jenn de la nécessité d'être professionnel au travail. Nini rend visite à sa grand-mères et lui parle de l'occasion qu'elle a d'avoir le premier rôle. La mère de Ricky qui se trouve Chicago lui manque et il décide d'auditionner pour la comédie musicale. On apprend alors qu'il a décidé de faire une pause dans sa relation avec Nini car parler de sentiments lui sont étrangers. Nini est inspirée à auditionner pour la comédie musicale après avoir, sans surprise, participé en tant que membre de chœur durant son camp d'été. Nini rencontre la nouvelle étudiante transférée, Gina Porter, qui l'intimide avec ses talents de danseuse. Nini auditionne avec audace pour le rôle de Gabriella Montez en chantant Start of Something New, tout comme ses camarades E.J et Gina et tandis que Ricky auditionne pour Troy Bolton en chantant la chanson que Nini lui avait écrite, I Think I Kinda, You Know, pour lui déclarer son amour. Bouleversée, Nini confronte Ricky, avant que la distribution des rôles ne soit publiée, révélant Ricky et Nini dans les rôles principaux respectifs de Troy et Gabriella

#### 2. Première lecture(The Read-Through)
Alors que les rôles ont été distribués, Ricky met en place un stratagème pour reconquérir Nini. Lors de la lecture des scripts, Miss Jenn entonne We're All In This Together comme un mantra pour les répétitions et Big Red éprouve du mal à l'oral. Ashlyn fait la rencontre de Seb, un élève de seconde, et les répétitions se font compliquées avec le retard de Ricky. Nini tente d’éviter un maximum Ricky, car elle n’est pas impressionnée qu’il ait auditionné pour se rapprocher d’elle, plutôt que pour le bien de la production. Nini reproche à Ricky de ne pas prendre la production au sérieux, ce qui l’amène à envisager de démissionner. Cependant, Gina convainc Ricky de continuer à participer dans l’espoir que ses tentatives romantiques amènent Nini à démissionner, lui permettant ainsi de reprendre le rôle de Gabriella. Ce qui engendre l'effet inverse puisque Nini est impressionnée par les nouveaux efforts de Ricky pour pratiquer les pas de danse et se cache d'EJ en allant se réfugier à l'auditorium. Elle croise alors Ashlyn, qui écrit une chanson spécialement pour Mme Darbus, Wondering et la chante à deux. Ricky les voit avant de retourner en répétitions. Pendant ce temps, Miss Jenn acquiert un accessoire du film original, le téléphone de Gabriella, qui sera affiché tout au long de la série. E.J. est jaloux que Ricky soit pris pour Troy, et après avoir suspecté que Ricky a envoyé des messages à Nini derrière son dos, il a l’intention de voler le téléphone de celle-ci et de vérifier ses messages. Gina vole le téléphone de Nini au nom d’E.J., et lui propose une alliance; pour l’aider à retirer Ricky de la comédie musicale afin qu’il puisse jouer Troy face à Nini.

#### 3. Réactions en chaîne(The Wonderstudies)
En possession du téléphone de Nini, E. J. écoute un message vocal intime que Ricky laisse pour elle et le supprime, avant de remettre le téléphone aux objets trouvés par culpabilité. Nini arrive en retard aux répétitions après que Gina ait reprogrammé la séance, sachant que Nini n'aurait pas été avertie. Nini se sent intimidée quand Gina montre une chorégraphie compliquée, et vole certains de ses effets personnels en représailles, croyant que Gina lui a volé son téléphone. E.J. convainc Nini de rendre les objets, et écrit une chanson pour elle, A Billion Sorrys, qu'il chante à sa cousine Ashlyn avant, se rendant compte qu’il doit confesser ses propres actions. Pendant les répétitions, les esprits s'échauffent entre Ricky et E.J, qui reçoit malencontreusement un ballon de basket dans la figure. Pendant ce temps, Mr Mazzara confronte Miss Jenn au sujet de l’accessoire téléphone qu’elle a acquis; expliquant avoir trouvé un reçu de l'achat de l’article en ligne après qu’elle ait affirmé qu’il s’agissait d’un cadeau des membres de la distribution du film original. Mr Mazzara reproche à Miss Jenn de n’avoir participé qu'en tant que figurante dans le film et soupçonne que son poste à l’école a été attribué sur la base d'une fausse affirmation qu’elle avait un rôle plus important. Il la presse alors d’informer ses élèves mais Miss Jenn montre avec envergure la passion de ses élèves lors d'une répétition de Stick to the Status Quo. Nini va s'excuser auprès de Gina pour le vol de ses affaires et celle-ci lui confie que le vol de son téléphone ne venait pas d'elle. Ricky retrouve Nini devant le lycée et lui laisse entendre qu’il lui a laissé un message vocal sur la messagerie et celle-ci se rend alors compte qu'il s'agit d'une manigance de E.J.

#### 4. Un obstacle après l'autre(Blocking)
Kourtney Greene, la meilleure amie de Nini rejoint la troupe en tant que costumière. Nini confronte E.J. à propos du vol de son téléphone; il exprime sa conviction qu’elle a toujours des sentiments pour Ricky. Pendant ce temps Ricky reçoit la visite de sa mère et se dispute avec ses parents. La mère de Ricky rentre à la maison pour révéler qu’elle et son père se séparent et qu’elle déménagera à Chicago. Nini et E.J se disputent avant une répétition, ce qui les pousse tous les deux à chanter une interprétation tendue de "What I’ve Been Looking For". Miss Jenn intervient et désapprouve qu'ils ne prennent pas les répétitions au sérieux et implore les élèves de résoudre leurs problèmes personnels. Ricky revient au lycée et s'explique avec Miss Jenn. Nini discute avec Ashlyn au sujet d'E.J. E.J. essaie de s’excuser, mais Nini bloque son numéro de téléphone, décidant de rompre avec lui. Ricky, sévèrement blessé par les nouvelles de ses parents, prévoit de rester chez Big Red pour la nuit, avant d'aller chez Nini, dont sa Carol a accepté. Nini réconforte Ricky, et les deux partagent un moment romantique avant qu’il ne s'en aille. Nini déplore la perte de sa relation et ressurgit alors des sentiments pour Ricky, en écrivant la chanson "All I Want". Pendant ce temps, Gina conçoit un nouveau plan pour revendiquer le rôle principal, en convainquant E.J. de devenir sa cavalière pour le bal de fin d’année à venir. Ricky rentre chez lui, écoutant "What I’ve Been Looking For".

#### 5. Le Bal du lycée(Homecoming)
Les répétitions s'enchaînent et Carlos et Seb se rapprochent. Nini décide de jeter sa robe aux toilettes et de rater le bal de fin d’année et de passer la nuit avec Kourtney. Miss Jenn intervient pour l’empêcher de trop penser. Ricky trouve son père, anéanti par la rupture de sa femme, dans la maison et essaie de remettre de l'ordre pendant qu'il apprend comment danser avec Big Red. Carlos aide Seb à répéter la danse pour "Bop to the Top" et la paire s’arrange pour assister au bal ensemble. Miss Jenn tente de raviver l’attention de Nini sur la production et l’encourage à avoir plus confiance en elle en les invitant au bowling et dans un karaoké. Gina emmène E. J. au bal dans l’espoir que le drame indésirable forcerait Nini à quitter son rôle, et est découragée quand le plan ne fonctionne pas. Miss Jenn rencontre le père de Ricky, Mike, pendant la soirée et une connexion romantique est établie entre les deux. Carlos est d’abord découragé quand il voit que Seb n’arrive pas, mais le couple se réconcilie plus tard quand il arrive simplement en retard. Ricky se dispute avec Gina pour avoir profité d’E.J. Pendant ce temps, Kourtney pousse Nini à chanter "Born to be Brave" durant laquelle les élèves d'East High s'amuse. Miss Jenn vérifie son téléphone où elle trouve des appels manqués et des messages du Principal Gutierrez, qui organise une réunion urgente en raison de son négligence de ses fonctions de chaperon pour le bal. Après s’être excusé, Ricky ramène Gina chez elle et un lien s'établit entre les deux.

#### 6. Une seule et même équipe(What Team?)
Miss Jenn est suspendue indéfiniment de son poste après que le directeur Gutierrez ait découvert qu’elle avait menti au sujet de son expérience d’enseignement et de ses titres de compétences pendant son entretien d'embauche. Les répétitions continuent, chacun s'approprie son rôle et Gina se rapproche de Ricky. E.J se dispute avec Gina. Carlos apprend qu'il est obligé d’agir en tant que remplaçant de Miss Jenn pour le spectacle. Il transmet la nouvelle aux élèves lorsque la pression devient insoutenable. Tous les élèves se dissipe et Carlos tente tant bien que mal d'obtenir de l'aide de Mr Mazzara. E.J tente de parler avec Nini pour s'excuser et décide d’éclaircir sa conscience en confessant ses secrets et mensonges à Nini. Pendant ce temps, Ricky chante une version acoustique de "When There Was Me and You" à Gina, que Nini découvre avec stupeur, et devient jalouse. Miss Jenn confie ses dossiers sur le spectacle à Carlos. Les élèves discutent de l’impact positif que Miss Jenn a eu sur leur vie scolaire et décident de la défendre. Ils se rassemblent pour mettre en scène et répéter une performance de la chanson Truth, Justice and Songs in Our Key à la réunion du conseil scolaire pour convaincre le conseil de garder Miss Jenn. La présentation s’avère être un succès et le poste de Miss Jenn est rétabli. Kaycee Stroh, l'interprète de Martha Cox dans la trilogie originale fait son apparition et demande des billets pour la première du spectacle. Lors de la réunion, Miss Jenn découvre que Mike est le père de Ricky.

#### 7.Thanksgiving(Thanksgiving)
Les répétitions reprennent de plus belle et Ricky et Nini entame "Start of Something New", avant qu'Ashlyn n'invite tout le monde chez elle pour Thanksgiving. Nini discute avec sa grand-mère et de son avenir. E.J dénonce tous les comportements honteux qu'il a eu auparavant sur Instagram, entraînant une chute d'abonnés sur ses réseaux sociaux et un licenciement de l'équipe de Waterpolo. Big Red aide Ashlyn pour les préparatifs de la soirée. Ricky appelle sa mère et découvre qu’elle est dans une nouvelle relation avec un autre homme, et Gina sympathise avec Ricky sur la base des difficultés de sa propre famille. Pendant ce temps, Mlle Jenn et M. Mazzara se rencontrent de façon inattendue à l’école pendant la nuit pour travailler sur leurs projets parascolaires respectifs. Ashlyn encourage Nini à écrire une chanson sur elle-même plutôt que sur ses relations, la conduisant à composer "Out of the Old" par la suite. Les amis jouent au jeu de Carlos, High School Jeu-sical, inventé par lui-même. Nini prend contact avec Emily, celle dont elle a remplacé le rôle pendant l'été et découvre que E.J l'avait intoxiqué avec des aliments. Elles s'expliquent amicalement. Nini fait un effort pour se connecter avec Gina à la fête pendant que Mr Mazzara et Miss Jenn s'aident mutuellement. Gina gagne au jeu une médaille avant que la mère de Gina lui dise qu’elle a été appelé pour le travail et qu’elles déménageront à nouveau. Gina part en trombe, abandonnant la soirée pyjama et Ricky se dispute avec Nini. Big Red aide Ashlyn à nettoyer et se rapprochent. Nini compte "Out of the Old" pendant que Gina pleure dans les bras de sa mère et que Ricky appelle sa mère, puis envisage de postuler pour une école d’arts basée à Denver. Miss Jenn et Mr Mazzara passent le reste de la nuit ensemble à l’école. Ils s’endorment en regardant un film pendant qu’une prise de courant s’allume dans l’atelier.

#### 8. Répétition technique(The Tech Rehearsal)
Les élèves découvrent que le théâtre de l’East High a été endommagé par un incendie pendant les vacances, les laissant incapables d’entreprendre des répétitions. Carlos organise la production au Théâtre El Rey abandonné au centre-ville et les élèves s'attèlent à la tâche. E. J. prend possession des notes personnelles de casting de Mlle Jenn et est consterné d’apprendre qu’elle le considérait comme incapable de se connecter avec la matière émotionnelle de la pièce. Les répétitions s'enchaînent et Big Red et Ashlyn se rapprochent encore plus. Pendant ce temps, Ricky et Nini vont répéter ensemble. E.J surjoue et Kourtney chante, étonnant tout le monde y compris Miss Jenn. Miss Jenn dirige la répétition technique, mais hésite à travailler au théâtre en raison d’un souvenir désagréable concernant la première du film original, où elle a découvert que sa réplique dans le film avait été coupée. Nini et Ricky redécouvrent leur connexion romantique tout en se remémorant leur amitié. Après être tombée inconsciente dans un état d’hébétude, Mlle Jenn rêve de chanter la chanson Role of a Lifetime avec Lucas Grabeel, Ryan Evans dans la trilogie originale et qui l’inspirera plus tard à rediriger la production vers East High. Nini parle de Denver à Kourtney, qui passe un appel à l’école.

#### 9. Le grand soir(Opening Night)
Lors de la soirée d’ouverture de la production, E.J. se retrouve dans le rôle de Troy pour le deuxième acte. Huit heures plus tôt, Ricky répète une chanson qu'il a composé pour Nini à Big Red et celle-ci achète un cadeau pour lui. Le grand soir approche et Big Red se rapproche encore de Ashlyn, qui ne semble pas insensible à son charme. Miss Jenn demande à Kourtney de jouer Taylor à la place de Gina, qui a déjà déménagé. Les étudiants en théâtre se préparent à leur première représentation. Miss Jenn utilise le gymnase East High comme lieu de spectacle, et demande à Mr. Mazzara d’aider Big Red avec l’équipement technique. La chanson pour Nini, Just for a Moment, résonne pendant qu'ils se préparent. Miss Jenn croise Mike, le père de Ricky ainsi que son ex-femme Lynne. Le spectacle commence et Kourtney est soulagée quand Gina arrive à mi-spectacle pour reprendre son rôle de Taylor pour la dance de Stick to the Status Quo. Ricky et Gina se retrouvent, heureux. Nini est ravie d’apprendre que Kourtney a invité la doyenne de l’école des arts de la scène à assister au spectacle, mais qu’elle est intimidée par la pression. Ricky est heureux que ses parents assistent au spectacle, mais il est troublé lorsque le nouveau partenaire de Lynne arrive pendant son solo de Get’cha Head in the Game. Se sentant découragé, Ricky implore E. J. de terminer la performance à sa place.

#### 10. Acte Deux(Act Two)
Le spectacle continue et E. J. commence à jouer le rôle de Troy pour l’acte deux. Mr. Mazzara est choqué d’être témoin des compétences techniques de Big Red et l’invite à rejoindre le club de robotique. Gina et Nini éclaircissent les choses. Nini est surprise de voir E.J à la place de Ricky puis Ashlyn chante Wondering tandis que Ricky confronte sa mère au sujet de son nouveau partenaire, Todd. Gina encourage Ricky à au moins regarder le reste de la production, mais une fois à l’intérieur, il voit E. J. se retirer de son rôle pendant Breaking Free pour permettre à Nini et Ricky de terminer la performance ensemble. Gina remercie E. J. d’avoir acheté le billet d’avion qui lui a permis de rentrer. Les élèves chantent We're All in This Together avant de donner une pomme à Miss Jenn. Nini est contrariée quand la doyenne de l’école des arts de la scène quitte la mi-performance. Après le spectacle, Ricky réconforte Nini avant qu’il ne déclare son amour pour elle et ils s'embrassent. Ricky admet qu’il avait d’abord peur d’exprimer ses sentiments. Ashlyn reçoit un bouquet de fleurs de Big Red, et ils échangeront, plus tard, un baiser. Ashlyn propose à Gina de rester chez elle. Le principal Gutierrez confronte Miss Jenn et Mr. Mazzara, conscients qu’ils ont causé l’incendie de l’école. Nini est surprise de voir la doyenne revenir après le spectacle. Elle félicite Nini pour la performance et lui offre une place à l’école des arts de la scène, pour dans un mois.
Hors-série
- High School Musical: La Comédie musicale, la série: Les Coulisses (High School Musical: The Musical: The Series: The Special)
- High School Musical: La Comédie Musicale: Spécial Noël (High School Musical: The Musical: The Holiday Special)

### Deuxième saison (2021)
Composée de douze épisodes, cette seconde saison suit la production d'une adaptation théâtrale scolaire de la comédie musicale La Belle et la Bête, elle-même basée sur le film d'animation du même titre. La deuxième saison est diffusée du 14 mai au 30 juillet 2021 sur la plateforme Disney+, au rythme d'un épisode par semaine qui sort le vendredi.

#### 1. Le jour de l'an(New Year's Eve)
Les étudiants du club de théâtre de East High enregistre une vidéo de dance avant les fêtes de fin d'année en performant "Something in the Air". Ricky prévoit de passer plus de temps avec Nini tandis que Kourtney se recentre sur ses envie personnelles et professionnelles. Ashlyn accueille Gina chez elle pendant que Miss Jenn supervise la reconstruction de l'auditorium tout en planifiant leur prochaine production; High School Musical 2. Carlos et Seb font du porte-à-porte pour interpréter des chants de noël mais ceux-ci se retrouvent en désaccord. Ricky apprend que lui et son père vont devoir déménager dans une maison plus petite, ce qui le détruit intérieurement puis passe noël avec Nini en lui offrant la chanson "The Perfect Gift". Miss Jenn revoit son petit ami de lycée et ancien rival de scène Zack Roy, qui est enseignant à l’école rivale de North High pour diriger le département de théâtre de l’école dans leur production de La Petite Sirène, dans l’espoir de gagner le prix Alan Menken pour les productions théâtrales de l’école de théâtre. Pendant ce temps Ricky s'échauffe sur "Bet On It" devant Big Red avant que tous ne se retrouve chez Ashlyn pour le réveillon du nouvel an interprétant un Medley de High School Musical 2. Intimidée par l'ambition de Zack, Miss Jenn décide de remplacer la comédie musicale de printemps High School Musical 2 d’East High à Beauty and the Beast pour rivaliser avec Zack. Elle annonce alors le changement chez Ashlyn. Mais alors que tous pensent que Nini et Ricky vont être une nouvelle fois les têtes de cette comédie musicale, Nini révèle à Ricky la nouvelle de son admission à l’école des arts de la scène et qu’elle déménage à Denver.

#### 2. Erreur de Casting(Typecasting)
Carlos annonce participer pour le spectacle tout comme Kourtney. Ricky se sent hésitant à participer à la production à la suite du départ soudain de Nini et E.J, opte pour un second rôle en raison d'un emploi du temps chargé. Ricky et Nini se promettent de s'appeler tous les jours et une nouvelle élève, Lily auditionne pour jouer Belle. Ashlyn, Kourtney et Gina font leur audition à trois en chantant "1-2-3". Miss Jenn entonne "Beauty and the Beast" pour motiver les élèves avant de les préparer à auditionner pour la nouvelle comédie musicale, en utilisant la chanson "Belle.". À East High, Lily, la nouvelle étudiante, tente de se lier d’amitié avec le casting, mais les élèves de théâtre sont offensés par son attitude mal élevée et prétentieuse pendant le processus d’audition. Deux semaines après son départ, Nini commence à se sentir isolée à l’école des arts de la scène de Denver. Elle tente d’animer une scène d’acteur classique avec un langage contemporain, mais son professeur n'est pas impressionné et lui dicte de suivre les directives strictes de l’école. Miss Jenn reconnaît l'engagement de Ricky et lui décerne le rôle principal de la bête. Ashlyn se résigne à croire qu’elle sera choisie sur la base de son précédent rôle mais est surprise de découvrir qu’elle a eu le rôle de Belle. Miss Jenn refuse d’offrir à Lily un rôle dans la comédie musicale, l’amenant à contacter le département dramatique du North High.

#### 3. La Saint-Valentin(Valentine's Day)
Nini rentre à Salt Lake pour faire une surprise à Ricky pour la Saint-Valentin en chantant "The Best Part", ignorant qu’il a pris un bus pour Denver pour lui chanter aussi une chanson "Even When". Kourtney commence à travailler comme assistante manager de la pizzeria familiale de Big Red et lutte pour gagner le respect de l’employé de longue date Howie. Ricky et Nini prennent contact par téléphone; cependant, ils ne trouvent pas le temps de se voir en personne pendant la visite de Nini. Les répétitions commencent et Kourtney entame "Beauty and the Beast" peu sûre d'elle. Pendant ce temps Ashlyn s’inquiète qu’elle ne corresponde pas à l’apparence établie de Belle. Big Red surprend Ashlyn pour la St-Valentin et Gina commence à paniquer quand son cadeau traditionnel de la Saint-Valentin de sa mère ne vient pas, et elle trouve du réconfort en en parlant à Ricky. Lily révèle à Miss Jenn qu’elle sera transférée à North High pour participer à leur comédie musicale. Big Red rassure Ashlyn pendant que Carlos et Seb célèbrent également leur première Saint-Valentin ensemble. Gina reçoit des chocolats et pense qu'ils viennent de Ricky et décide de lui envoyer un message de remerciement alors que pendant ce temps Ricky et Nini chantent leur chanson à l'un et à l'autre. Gina s'aperçoit que les chocolats viennent de sa mère or trop tard, le message pour Ricky a déjà été envoyé.

#### 4. La tempête(The Storm)
Alors que Ricky et Nini se disent au revoir, les répétitions continuent et une tension se créer entre Carlos et Gina pour savoir qui peut le mieux chorégraphier "Be Our Guest". Nini tient à dire au revoir à East High et au élèves. Miss Jenn propose à Nini de la raccompagner jusqu'à la station de bus mais avant de partir Nini découvre que E.J. a été rejeté de l’Université de Duke, université qui fait partie de la tradition chez les Caswell. Mais c'est alors qu'une forte tempête de neige cause une panne d’électricité à l’école. Miss Jenn est coincée avec Nini et les élèves sont forcés de rester à East High. Ils finissent par parvenir à un compromis. Nini avoue à Miss Jenn que son temps à l’école des arts de la scène n’a pas été idéal; elle s’est sentie étouffée et insatisfaite. Miss Jenn rassure Nini que les rêves peuvent changer, comme quand elle a abandonné son rêve de jouer à Broadway pour enseigner. M. Mazzara réconforte E. J. en racontant l’histoire de son rejet de CalTech. Gina et Carlos arrive à discuter et à trouver un terrain d'entente. Howie franchi la tempête pour apporter des pizzas et donner les fiches de révisions à Kourtney. Le courant se rétablit et Ricky part rejoindre Nini pour lui dire ses adieux. Nini chante "Granted", car son désir de revenir devient plus qu'une simple pensée. Miss Jenn est agréablement surprise de découvrir que Nini n’est pas montée à bord du bus, et qu’elle retournera définitivement à East High. Nini s'empresse d'annoncer la nouvelle à Ricky.

#### 5. Fête surprise(The Quinceañero)
Pour fêter le 16e anniversaire de Carlos, les étudiants lui lancent sa fête surprise quinceañero qu’il n’a jamais eue. Miss Jenn revoit Zack et lui avoue avoir trouvé une représentation de loup pour la comédie musicale en prenant des chiens d'un refuge. Lily, qui était cachée a tout entendu et bouillonne de rage. Le père de Ricky, Mike, accepte de chaperonner la fête aux côtés de Miss Jenn, et son affection pour elle s’intensifie. Tous s'affairent pour la fête et Gina a une conversation à coeur ouvert avec Ricky. Ricky tente de convaincre Miss Jenn de donner un rôle à Nini dans la comédie musicale, bien que celle-ci espère poursuivre ses rêves d’écriture de chansons afin de faire progresser sa carrière. Un échange embarrassant entre Mr. Mazzara, qui est également présent et de plus en plus friand de Miss Jenn ainsi que Mike se produit. Mr. Mazzara est le mentor d’E.J. durant la soirée pour s'occuper de l'audiovisuel. Carlos découvre la surprise mais également la dance que Gina lui a préparé sur "A Dancer's Heart" puis Seb chante "The Climb" pour Carlos. Carlos choisi Miss Jenn comme marraine, dont celle-ci est très émue. Lorsque North High change soudainement leur production pour Beauty and the Beast pour alimenter la rivalité, Miss Jenn génère désespérément une idée novatrice pour permettre à Nini de revenir sur scène en tant que la rose. Gina appelle ensuite sa mère pour lui dire qu’elle est prête à rentrer chez elle.

#### 6. Reprendre confiance(Yes and…)
Après que North High ai posté une vidéo en ligne pour annoncer leur spectacle, Miss Jenn est inspirée pour mener sa troupe dans un week-end d’activités d’improvisation pour favoriser les liens d’équipe et l’étude de caractère. Contrairement à ses désirs, Gina est contrainte de rester à East High, la conduisant à se sentir distante autour de ses amis. De plus, Miss Jenn crée un nouveau rôle pour Nini pour lui permettre de participer à Beauty and the Beast, une version personnifiée de la rose enchantée. Nini doit écrire un duo entre la rose et la bête et part s'isoler. Kourtney et Howie se rapprochent encore plus. Miss Jenn et Mike ont un rendez-vous amoureux et s'embrassent. Gina révèle à Ashlyn qu’à la fin de la comédie musicale du semestre dernier, elle a avoué ses vrais sentiments à Ricky. Ashlyn interprète "Home" pour se mettre dans son personnage. Nini aide Kourtney à trouver la confiance nécessaire pour admettre ses sentiments à Howie. Ricky se dit mal à l’aise au sujet du premier rendez-vous de son père avec Miss Jenn, ce qui l’amène à mettre fin à sa relation. Nini écrit "The Rose Song" exclusivement pour la performance d’East High. Carlos filme Nini chantant la chanson et la publie en ligne à son insu.

#### 7. La battle des lycées(The Field Trip)
Après qu'E.J. et Gina aient commencé à animer ensemble les matinales d’East High, le lien entre eux se renforce. La performance de Nini de "The Rose Song" devient populaire en ligne et Ricky se sent exclu du succès de Nini. Kourtney dévoile les costumes de La Belle et la Bête à la distribution, bien que les élèves suspectent quelqu’un de North High d’avoir volé le masque de la Bête. En conséquence, ils infiltrent le département d’art dramatique de leur école d’opposition pour récupérer la pièce principale du costume. Ils sont pris par Lily et défiés à une danse-off à "The Mob Song". Pendant ce temps, Miss Jenn rend visite à Zack pour tenter de faire une trêve entre les écoles et interprètent ensemble "Around You". Lily influence Ricky à se sentir découragé au sujet de la chanson de Nini. La performance des élèves culmine avec la découverte par Kourtney qu'Howie est étudiant à North High et jouera la bête dans leur production, la conduisant à se sentir trahie. Miss Jenn découvre que c’est lui qui Zack qui a volé le masque. Ricky confronte Nini avec inquiétude au sujet des paroles suggérant qu’elle se sent confinée dans sa relation avec lui. Se sentant sans soutien, Nini commence un nouveau compte sur Instagram pour partager sa musique, adoptant son vrai nom, Nina.

#### 8.L'heure au doute(Most Likely To)
La bande est interdite de répétitions pendant une semaine entière. Lors d’une conversation avec Gina, EJ révèle que son acceptation est due à un jeu injuste de népotisme, ce qui l’incite finalement à rejeter l’offre. Dans le processus, il se rapproche de Gina. Alors que Nini et Ricky se retrouvent dans le lieu de leur enfance, il lui crache la vérité, ce qui la pousse à rompre avec lui.

#### 9.Vacances de printemps(Spring Break)
Gina réoriente sa vie et toutes les choses qu’elle souhaite essentiellement en retirer. Lors de ce changement, elle fera une rencontre inattendue à l’aéroport où elle sera momentanément bloquée. La personne en question va donc certainement faire sensation ! Le Spring Break étant terminé, les Wildcats n’auront que peu de contacts entre eux, ce qui les amènera à briser les barrières par la musique lorsqu’ils se réuniront pour leur soirée d’ouverture. Là, Ricky rencontrera une personne de son passé !

#### 10.La Transformation(The Transformation)
Dans cet épisode, les enfants reprendront leur vie habituelle, grouillant de séances d'entraînement hardcore. Mais lorsqu'ils se retrouvent en difficulté lors des répétitions, le groupe fera appel à différentes idées et stratégies pour les aider à faire face à cette stagnation alarmante. À l'approche de la soirée d'ouverture, ils doivent investir de tout leur cœur tout leur temps et leur énergie dans la pratique, mais il y a des secrets sur le point de se dévoiler qui pourraient créer un fossé entre Nini et Gina. Ailleurs, Seb et Carlos entrant dans leur premier combat aggraveront encore la situation. Enfin, Ricky entrera en contact avec une personne inattendue via FaceTime.

## Produits dérivés

### Livres
| Titre original                                      | Titre français                             | ISBN anglais          | ISBN français         | Date de sortie américaine | Date de sortie française |
| --------------------------------------------------- | ------------------------------------------ | --------------------- | --------------------- | ------------------------- | ------------------------ |
| HSMTMTS: Novelization, Season 1                     | High School Musical - Le roman de la série | (ISBN 978-1368061223) | (ISBN 978-2016289310) | 2 juin 2020               | 24 juin 2020             |
| HSMTMTS: Miss Jenn's High School Musical Script     | N.C.                                       | (ISBN 978-1368061230) | N.C.                  | 21 juillet 2020           | N.C.                     |
| HSMTMTS: In the Spotlight: Nini and Ricky's Stories | N.C.                                       | (ISBN 978-1368064224) | N.C.                  | 27 octobre 2020           | N.C.                     |

## Bande originale
Chaque semaine, les chansons interprétées dans l'épisode diffusé sont édités sous forme de single. Elles sont ensuite réunies dans un album complet, édité par Walt Disney Records.
L'album de la première saison est sorti le 10 janvier 2020.
| 1.      | I Think I Kinda, You Know (Nini Version)            | Olivia Rodrigo                                 | 1:16 |
| 2.      | Start of Something New (Nini Version)               | Olivia Rodrigo                                 | 1:41 |
| 3.      | I Think I Kinda, You Know (Ricky Version)           | Joshua Bassett                                 | 1:57 |
| 4.      | Start of Something New (E.J. Version)               | Matt Cornett                                   | 0:36 |
| 5.      | Start of Something New (Gina Version)               | Sofia Wylie                                    | 1:18 |
| 6.      | I Think I Kinda, You Know (Duet)                    | Olivia Rodrigo et Joshua Bassett               | 2:52 |
| 7.      | Wondering                                           | Olivia Rodrigo et Julia Lester                 | 3:45 |
| 8.      | Wondering (Ashlyn & Nini Piano Version)             | Olivia Rodrigo et Julia Lester                 | 2:30 |
| 9.      | Stick to the Status Quo (Rehearsal)                 | La distribution                                | 0:43 |
| 10.     | A Billion Sorrys                                    | Matt Cornett                                   | 1:48 |
| 11.     | What I've Been Looking For (Nini & E.J. Version)    | Olivia Rodrigo et Matt Cornett                 | 2:05 |
| 12.     | All I Want                                          | Olivia Rodrigo                                 | 2:57 |
| 13.     | Bop to the Top (Nini & Kourtney Version)            | Olivia Rodrigo et Dara Reneé                   | 0:35 |
| 14.     | Born to Be Brave                                    | La distribution                                | 3:09 |
| 15.     | When There Was Me and You (Ricky Version)           | Joshua Bassett                                 | 1:38 |
| 16.     | Truth, Justice and Songs in Our Key                 | La distribution                                | 2:17 |
| 17.     | Out of the Old                                      | Olivia Rodrigo                                 | 2:48 |
| 18.     | Role of a Lifetime                                  | Kate Reinders et Lucas Grabeel                 | 3:07 |
| 19.     | Get'cha Head in the Game                            | La distribution                                | 2:21 |
| 20.     | Stick to the Status Quo (Performance)               | La distribution                                | 1:57 |
| 21.     | Just for a Moment                                   | Olivia Rodrigo et Joshua Bassett               | 3:17 |
| 22.     | Breaking Free (Nini, Ricky & E.J. Version)          | Olivia Rodrigo, Joshua Bassett et Matt Cornett | 2:37 |
| 23.     | We're All in This Together                          | La distribution                                | 3:52 |
| 24.     | We're All in This Together (Curtain Call)           | La distribution                                | 2:26 |
| 25.     | I Think I Kinda, You Know (Acoustic Video Version)  | La distribution                                | 2:48 |
| 26.     | Wondering (Acoustic Video Version)                  | La distribution                                | 3:42 |
| 27.     | Born to Be Brave (Acoustic Video Version)           | La distribution                                | 3:24 |
| 28.     | We're All in This Together (Acoustic Video Version) | La distribution                                | 3:51 |
| 29.     | The Medley, The Mashup                              | La distribution                                | 2:57 |
| 30.     | We're All in This Together (Wildcat Chant)          | La distribution                                | 0:35 |
| 31.     | Bop to the Top (Instrumental)                       |                                                | 1:36 |
| 32.     | Stick to the Status Quo (Instrumental)              |                                                | 0:33 |
| 33.     | I Think I Kinda, You Know (Instrumental)            |                                                | 2:52 |
| 34.     | Wondering (Instrumental)                            |                                                | 3:44 |
| 35.     | A Billion Sorrys (Instrumental)                     |                                                | 1:48 |
| 36.     | All I Want (Instrumental)                           |                                                | 2:56 |
| 37.     | Born to Be Brave (Instrumental)                     |                                                | 3:09 |
| 38.     | Truth, Justice and Songs in Our Key (Instrumental)  |                                                | 2:16 |
| 39.     | Out of the Old (Instrumental)                       |                                                | 2:48 |
| 40.     | Role of a Lifetime (Instrumental)                   |                                                | 3:07 |
| 41.     | Just for a Moment (Instrumental)                    |                                                | 3:18 |
| 1:38:51 |                                                     |                                                |      |

## Distinctions
Sauf indication contraire, les informations mentionnées dans cette section peuvent être confirmées par la base de données cinématographiques IMDb,  présente dans la section « Liens externes ».

### Récompenses
- GLAAD Media Awards 2020 : Meilleur programme jeunesse et familial

### Nominations
- Kids' Choice Awards 2020 : Star de télévision masculine favorite pour Joshua Bassett